# Гусев, Андрей Фёдорович
Андре́й Фёдорович Гу́сев (род. 26 октября 1958, Москва) — советский и российский актёр театра и кино. Впервые появился на киноэкране ещё подростком (фильмы «Бесстрашный атаман», «Автомобиль, скрипка и собака Клякса», «Розыгрыш»).

## Биография
Андрей Гусев родился 26 октября 1958 года в Москве.
В 12 лет по объявлению пришёл на киностудию им. М. Горького и был выбран Яковом Сегелем для съёмок в киноальманахе о цирке «Две улыбки». Его данные сохранились в картотеке. Спустя два года мальчика пригласили попробоваться на роль сына маляра в фильм «Исполняющий обязанности».
Благодаря яркой запоминающейся внешности Гусев становится востребованным актёром. К 17 годам он снялся в 5 фильмах. В 1976 году Владимир Меньшов пригласил его на хара́ктерную роль Олега Комаровского в фильм «Розыгрыш». Фильм был тепло принят зрителями и критикой. Андрей Гусев стал популярным.
После школы он поступил в Московский институт стали и сплавов, получил специальность инженера. Затем поступил во ВГИК и в 1984 году окончил актёрское отделение мастерской народного артиста СССР Евгения Семёновича Матвеева. В то же время продолжал сниматься в кино.
C отличием окончив институт, до 1992 года работал на киностудии им. Горького, где начинал свою творческую карьеру ещё мальчишкой. Некоторое время играл в театре, где познакомился со своей будущей женой. Долгое время актёр с женой жил в общежитии театра «Современник» и дружил с Сергеем Гармашем, который жил в соседней комнате.[значимость факта?]
В начале 1990-х эмигрировал в ФРГ. Поскольку актёр плохо владел немецким языком, первое время сам для себя писал сценарии мини-антреприз и выступал с ними перед русскоязычной публикой. В 1992 году его приняли в труппу Мюнстерского театра «Theater im Pumpenhaus», где он работал до 1994 года. Затем Гусев перешёл в «Transit-Theater», где в 1995 году играл в спектакле «Bahnhof», а с 1996 по 1999 в спектакле «Puschkin».
В 2000 году написал сценарий телевизионного фильма «Парадокс» для студии факультета режиссуры Кёльнской Высшей школы кинематографии. Сотрудничал с журналом «Стетоскоп» (Париж), в котором опубликовал свои повести «Горнист» и «Ошибка».
В начале 2000-х годов вернулся в Москву. Начал активно сниматься в сериалах и художественных фильмах.
В 2004 году вёл реалити-шоу «Двенадцать негритят» на телеканале ТНТ.

## Фильмография
- 1970 — Две улыбки — мальчик (новелла «Бабушка и цирк»)
- 1973 — Бесстрашный атаман — Филька
- 1973 — Исполняющий обязанности — сын маляра
- 1974 — Автомобиль, скрипка и собака Клякса — Олег Починкин
- 1975 — Из-за девчонки — Лёня Десяткин
- 1976 — Розыгрыш — Олег Комаровский
- 1976 — Цветы для Оли — Митя
- 1976 — Сказ про то, как царь Пётр арапа женил — юноша на балу (в титрах не указан)
- 1977 — Доброта — Пётр Луков
- 1977 — Хомут для Маркиза — хулиган Цитрон
- 1977 — Четыре беспокойных дня в Кудиновке — Петька-Жердь
- 1979 — Ипподром
- 1979 — Ватага «Семь ветров» — Игорь Сапрыкин
- 1979 — В одно прекрасное детство — механик
- 1980 — Дверь (короткометражный)
- 1981 — Карнавал — лающий абитуриент с кефиром
- 1982 — Вот такие чудеса — Сергей
- 1982 — Взять живым — одноклассник, однополчанин Ромашкина
- 1983 — Детский сад — маскировщик-верхолаз
- 1983 — Такая жёсткая игра — хоккей — Стыров
- 1983 — Шёл четвёртый год войны — шофёр Беликов
- 1983 — Оглянись — Фёдоров, друг Виктора
- 1983 — Как я был вундеркиндом — девятиклассник
- 1984 — Берег — Ушатиков
- 1985 — Опасно для жизни! — младший лейтенант милиции Анисимов
- 1985 — Жил отважный капитан — Черемыш
- 1985 — Мой избранник — Венька Грибанов, жених Ляли
- 1985 — Слушать в отсеках — матрос ПЛ
- 1985 — Мужские тревоги — старший матрос Ивашов, гидроакустик
- 1985 — Пять минут страха — рыжий Вася
- 1985 — Дайте нам мужчин — пьяный хулиган
- 1985 — Возвращение Будулая — шофёр-солдат
- 1985 — Дети солнца — Миша
- 1986 — Была не была — следователь
- 1986 — В распутицу — Стёпка Никитин, тракторист
- 1986 — Верить и знать — Василь
- 1986 — Время сыновей — Николай, брат Валентины
- 1986 — Михайло Ломоносов — студент
- 1986 — Сентиментальное путешествие на картошку — Василий Середа
- 1986 — Эксперимент 200 (короткометражный) — Третий
- 1986 — Первый парень — студент
- 1987 — Акселератка — Молодцов, инспектор ГАИ
- 1987 — Дни и годы Николая Батыгина — Витя
- 1987 — Приказ — сержант Михаил Смолин
- 1988 — Пилоты — Анатолий Степанков
- 1988 — Двое и одна
- 1989 — Сталинград — Семиков, старший лейтенант
- 1989 — Беспредел — подручный Князя в изоляторе
- 1990 — Дураки умирают по пятницам — Рыжий
- 1990 — Место убийцы вакантно… — следователь Сивцов
- 1990 — Нелюдь, или В раю запрещена охота — Шарабан
- 1991 — И возвращается ветер… — тюремный надзиратель
- 1993 — Ангелы смерти — Семиков, старший лейтенант
- 2006 — Ты — это я — Пауль Шнайдер, муж Гретты
- 2007 — Агония страха — Виноградов
- 2007 — Война и мир (War And Peace) — Платон Каратаев
- 2007 — Служба доверия — Виталий Семёнович, отец Маши
- 2008 — Защита — прокурор
- 2008 — Апостол — псевдо-Гельдрих
- 2008 — Хитровка — Тимофей
- 2008 — Ностальгия по будущему — сенатор
- 2009 — Пуля-дура-3. «Агент для наследницы» — Трубецкой
- 2009 — Предлагаемые обстоятельства — доктор (серия «Богатый наследник»)
- 2010 — Заградотряд — Рябенький Алексей Алексеевич
- 2010 — Всё к лучшему — Кузьмин
- 2011 — Баллада о бомбере — Павел Валентинович Носов
- 2012 — Обратная сторона Луны — Карл Владимирович Трофимов
- 2012 — Папины дочки. Суперневесты — работник ЗАГСа
- 2012—2014 — Легавый — Владимир Ефимов (дядя Вова), старшина милиции
- 2013 — Склифосовский-3 — Евгений Викторович Зуев
- 2014 — Кухня-4 — Владимир
- 2014 — Ёлки 1914 — аптекарь
- 2014 — Отец Матвей — Павел Иванович Черемных, главврач
- 2015 — Молодая гвардия — Гедеман
- 2015 — Людмила Гурченко — Олег Николаевич Ефремов
- 2015 — Дневник Луизы Ложкиной — Андрей Михайлович, папа Луизы
- 2018 — Чёрные бушлаты — капитан-лейтенант Степаныч, корректировщик
- 2018 — Жёлтый глаз тигра — эпизод
- 2018 — Тренер — главный судья матча с «Торпедо»
- 2020 — Гранд — Всеволод, старый знакомый Льва Глебовича, прокурор (серия 82)
- 2020 — Тень дракона — Ален